# Bryum kiaeri
Bryum kiaeri là một loài rêu trong họ Bryaceae. Loài này được Lindb. mô tả khoa học đầu tiên năm 1879.